# Чудесне године
Чудесне године (енгл. The Wonder Years) америчка је драмедијска телевизијска серија аутора Нил Марленса и Керол Блек. Емитовала се од 15. март 1988. до 12. мај 1993. године на мрежи Еј-Би-Си. Главну улогу тумачи Фред Севиџ као Кевин Арнолд, тинејџер који одраста у приградској породици средње класе.
У Србији се емитовала од 23. септембра 2019. до 31. марта 2020. године на каналу Нова, титлована на српски језик. Титлове је радио студио Блу хаус.